# Rubin Dantschotter
Rubin Dantschotter (Brugge, 18 februari 1986) is een Belgische voetbaldoelman. Hij staat onder contract bij KV Oostende. Hij komt voor een halfjaar over van Cercle Brugge.
Dantschotter speelde in de jeugd bij SV Loppem en Cercle Brugge, waar hij in 2005 doorstootte naar het eerste elftal. Hij speelde ook een aantal wedstrijden voor verschillende jeugdploegen van België. Dantschotter werd klaargestoomd om in het seizoen 2007/08 eerste doelman te worden, maar moest zijn meerdere erkennen in Bram Verbist. Hij werd voor het seizoen 2008-2009 uitgeleend aan SK Beveren, waar hij in 33 van de 34 competitiewedstrijden in actie kwam. Voor het seizoen 2009-2010 keerde hij terug naar Cercle. Voor het seizoen 2011/2012 is hij uitgeleend aan Sparta Rotterdam in Nederland.

## Clubstatistieken
| seizoen | club               | competitie         | duels | goals |
| ------- | ------------------ | ------------------ | ----- | ----- |
| 2006/07 | Cercle Brugge      | Eerste Klasse      | 11    | 0     |
| 2007/08 | Cercle Brugge      | Eerste Klasse      | 8     | 0     |
| 2008/09 | → SK Beveren       | Tweede Klasse      | 33    | 0     |
| 2009/10 | Cercle Brugge      | Jupiler Pro League | 0     | 0     |
| 2009/10 | Cercle Brugge      | Play-Off II A      | 1     | 0     |
| 2010/11 | Cercle Brugge      | Jupiler Pro League | 0     | 0     |
| 2010/11 | → KV Oostende      | Exqi League        | 8     | 0     |
| 2011/12 | → Sparta Rotterdam | Jupiler League     | 2     | 0     |
| Totaal  | Totaal             | Totaal             | 63    | 0     |

Laatste gewijzigd 05/05/14